# Ajaccio
Ajaccio là tỉnh lỵ của tỉnh Corse-du-Sud, thuộc vùng hành chính Corse của nước Pháp, có dân số là 52.880 người (thời điểm 1999).
Đây cũng là khu định cư lớn nhất trên đảo. Ajaccio nằm ở bờ biển phía tây của đảo Corsica, cách Marseille 210 hải lý (390 km) về phía đông nam.
Thành phố ban đầu đã suy tàn vào thời Trung cổ, nhưng bắt đầu thịnh vượng trở lại sau khi người Genova xây dựng một tòa thành vào năm 1492 ở phía nam của khu định cư trước đó. Sau khi Cộng hòa Corsica được tuyên bố vào năm 1755, người Genova tiếp tục nắm giữ một số thành trì, bao gồm Ajaccio, cho đến khi người Pháp nắm quyền kiểm soát hòn đảo.
Danh xưng cư dân của commune này được gọi là Ajacciens hoặc Ajacciennes. Nổi tiếng nhất trong số này là Napoleon Bonaparte, người sinh ra ở Ajaccio năm 1769, và nhà của tổ tiên, Maison Bonaparte, hiện là một bảo tàng. Những cơ sở có tên ông trong thành phố bao gồm sân bay Ajaccio – Napoléon Bonaparte.

## Khí hậu
| Dữ liệu khí hậu của Ajaccio                  | Dữ liệu khí hậu của Ajaccio | Dữ liệu khí hậu của Ajaccio | Dữ liệu khí hậu của Ajaccio | Dữ liệu khí hậu của Ajaccio | Dữ liệu khí hậu của Ajaccio | Dữ liệu khí hậu của Ajaccio | Dữ liệu khí hậu của Ajaccio | Dữ liệu khí hậu của Ajaccio | Dữ liệu khí hậu của Ajaccio | Dữ liệu khí hậu của Ajaccio | Dữ liệu khí hậu của Ajaccio | Dữ liệu khí hậu của Ajaccio | Dữ liệu khí hậu của Ajaccio |
| Tháng                                        | 1                           | 2                           | 3                           | 4                           | 5                           | 6                           | 7                           | 8                           | 9                           | 10                          | 11                          | 12                          | Năm                         |
| -------------------------------------------- | --------------------------- | --------------------------- | --------------------------- | --------------------------- | --------------------------- | --------------------------- | --------------------------- | --------------------------- | --------------------------- | --------------------------- | --------------------------- | --------------------------- | --------------------------- |
| Cao kỉ lục °C (°F)                           | 22.4 (72.3)                 | 25.3 (77.5)                 | 29.6 (85.3)                 | 32.2 (90.0)                 | 34.6 (94.3)                 | 40.1 (104.2)                | 40.3 (104.5)                | 39.5 (103.1)                | 40.0 (104.0)                | 35.0 (95.0)                 | 29.4 (84.9)                 | 22.7 (72.9)                 | 40.3 (104.5)                |
| Trung bình ngày tối đa °C (°F)               | 13.7 (56.7)                 | 13.9 (57.0)                 | 15.5 (59.9)                 | 17.9 (64.2)                 | 21.7 (71.1)                 | 25.3 (77.5)                 | 28.4 (83.1)                 | 28.7 (83.7)                 | 25.9 (78.6)                 | 22.5 (72.5)                 | 17.9 (64.2)                 | 14.7 (58.5)                 | 20.5 (68.9)                 |
| Trung bình ngày °C (°F)                      | 8.9 (48.0)                  | 9.0 (48.2)                  | 10.6 (51.1)                 | 12.9 (55.2)                 | 16.7 (62.1)                 | 20.1 (68.2)                 | 22.8 (73.0)                 | 23.1 (73.6)                 | 20.5 (68.9)                 | 17.4 (63.3)                 | 13.2 (55.8)                 | 10.1 (50.2)                 | 15.5 (59.9)                 |
| Tối thiểu trung bình ngày °C (°F)            | 4.2 (39.6)                  | 4.1 (39.4)                  | 5.6 (42.1)                  | 7.9 (46.2)                  | 11.6 (52.9)                 | 14.8 (58.6)                 | 17.3 (63.1)                 | 17.6 (63.7)                 | 15.1 (59.2)                 | 12.3 (54.1)                 | 8.4 (47.1)                  | 5.5 (41.9)                  | 10.4 (50.7)                 |
| Thấp kỉ lục °C (°F)                          | −7.0 (19.4)                 | −8.1 (17.4)                 | −5.6 (21.9)                 | −1.7 (28.9)                 | 3.0 (37.4)                  | 6.8 (44.2)                  | 9.2 (48.6)                  | 9.1 (48.4)                  | 7.6 (45.7)                  | 1.6 (34.9)                  | −3.2 (26.2)                 | −4.9 (23.2)                 | −8.1 (17.4)                 |
| Lượng Giáng thủy trung bình mm (inches)      | 56.7 (2.23)                 | 45.1 (1.78)                 | 49.1 (1.93)                 | 54.8 (2.16)                 | 44.0 (1.73)                 | 22.1 (0.87)                 | 6.7 (0.26)                  | 19.7 (0.78)                 | 51.5 (2.03)                 | 85.6 (3.37)                 | 103.9 (4.09)                | 76.4 (3.01)                 | 615.6 (24.24)               |
| Số ngày giáng thủy trung bình (≥ 1.0 mm)     | 6.6                         | 6.6                         | 6.3                         | 7.3                         | 5.4                         | 2.7                         | 1.0                         | 2.1                         | 5.0                         | 7.6                         | 9.0                         | 8.9                         | 68.4                        |
| Số ngày tuyết rơi trung bình                 | 0.8                         | 0.6                         | 0.3                         | 0.0                         | 0.0                         | 0.0                         | 0.0                         | 0.0                         | 0.0                         | 0.0                         | 0.1                         | 0.3                         | 2.1                         |
| Độ ẩm tương đối trung bình (%)               | 81                          | 80                          | 80                          | 80                          | 80                          | 78                          | 76                          | 76                          | 78                          | 80                          | 81                          | 82                          | 79                          |
| Số giờ nắng trung bình tháng                 | 137.2                       | 154.9                       | 211.7                       | 224.9                       | 286.8                       | 324.7                       | 369.8                       | 335.1                       | 257.6                       | 200.6                       | 136.5                       | 116.2                       | 2.755,8                     |
| Nguồn 1: Meteo France                        |                             |                             |                             |                             |                             |                             |                             |                             |                             |                             |                             |                             |                             |
| Nguồn 2: Infoclimat.fr (đo độ ẩm, 1961–1990) |                             |                             |                             |                             |                             |                             |                             |                             |                             |                             |                             |                             |                             |

## Những người con của thành phố
- Alizée, nữ ca sĩ
- Caroline Bonaparte, chị em của Napoléon Bonaparte, hoàng hậu của Napoli
- Jérôme Bonaparte, anh em của Napoléon Bonapartes, vua của Westfalen, tướng quân đội, thống chế của Frankreich
- Lucien Bonaparte, anh em của Bonaparte
- Ludwig Bonaparte, anh em của hoàng đế Napoleon I
- Napoléon Bonaparte, hoàng đế Pháp
- Pauline Bonaparte, chị em của Napoléon Bonaparte
- Elisa Bonaparte, chị em của Napoleon Bonapartes
- Carlo di Buonaparte, cha của Joseph Bonaparte và Napoléon Bonaparte
- Joseph Fesch, hồng y giáo chủ
- Philippe-Antoine d'Ornano, tướng, thống chế của Pháp
- François-Xavier Ortoli, chính trị gia
- Laetitia Ramolino, vợ của Carlo di Buonaparte, mẹ của gia đình Bonaparte